# 온누리교회

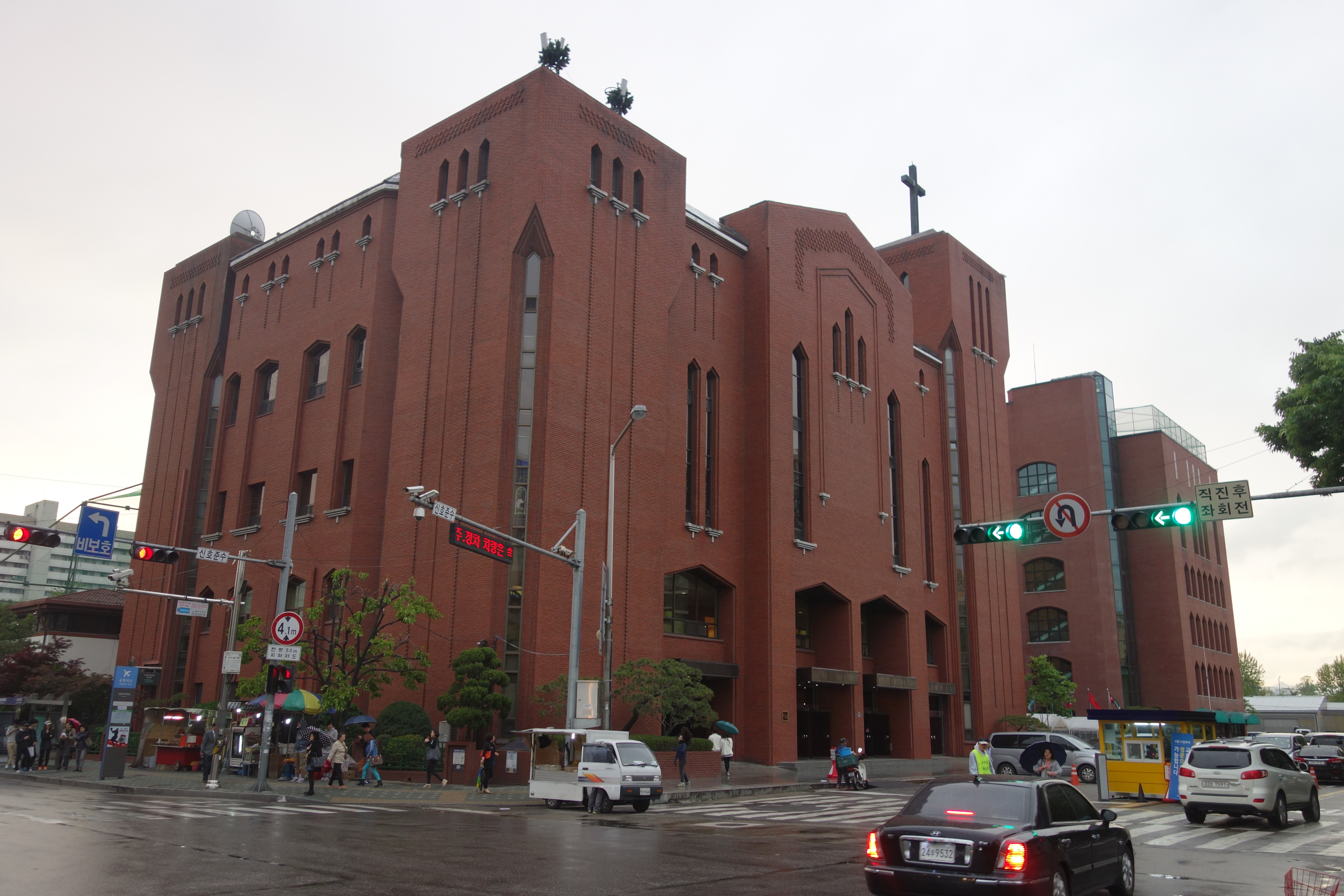
온누리교회 서빙고 성전 전경

온누리교회(온누리敎會, Onnuri Community Church)는 서울 용산구 이촌로 347-11(서빙고동 241-96)와 서울특별시 서초구 바우뫼로31길 70에 소재한 대한예수교장로회(통합) 평양노회 소속의 교회이다. 사도행전을 계속 써 나가는 'Acts 29'비전을 가지고 있다. 노숙인 사역을 하는 감리교 소속의 산마루교회를 지원한다. 교회 차원에서 동성애 차별금지법을 반대하는 서명을 독려하고 있다.

## 연혁
- 1985년: 10월 6일 78명의 성도가 모여 창립 예배를 드림
- 1988년: 서빙고 본당 입당, 영어예배 시작
- 1996년: 온누리선교대회에서 8개 미전도종족 입양
- 1997년: 1994년부터 꿈꿔온 ‘2000/10000 비전’을 구현하기 위해 비전을 세우고 추진해 나감
- 1999년: ‘2000/10000 비전’ 가속화 위해 양재성전에서 확장예배 드림
- 2002년: ‘Acts 29 비전’ 선포
- 2004년: 김사무엘 선교사 순교
- 2005년: 맞춤 선교 방송 CGN-TV 개국, 안산 온누리 M-Center 개관
- 2006년: Lamp On(긴급구호재난본부) 발족
- 2010년: Acts29 비전 빌리지 개관
- 2011년: 하용조 목사 소천, 이재훈 목사 취임
- 2021년: 기독 OTT 플랫폼 '퐁당' 출시 / '달려라 퐁당' 이벤트 진행

### 역대 담임목사
- 제1대: 하용조 (1985년~ 2011년)
- 제2대: 이재훈 (2012년~)

## 북한 인공기 송출 사고
온누리교회의 새벽기도회 유튜브 영상이 북한 인공기를 송출하는 사고가 발생했다. 원인은 해킹으로 추정된다고 한다. 온누리교회 측은 이에 대해 사과문을 작성했다.

## 같이 보기
- CGNTV
- 퐁당
- 개신교
- 장로교
- 대한예수교장로회(통합)